# Orastensaari
Orastensaari är en ö i Finland. Den ligger i sjön Synsiä och i kommunen Kangasniemi i den ekonomiska regionen  S:t Michel och landskapet Södra Savolax, i den södra delen av landet, 230 km norr om huvudstaden Helsingfors. Öns area är 40,6 hektar och dess största längd är 1,9 kilometer i nord-sydlig riktning.